# رز هیل، وارن، میسیسیپی
رز هیل (به انگلیسی: Rose Hill) یک منطقهٔ مسکونی در ایالات متحده آمریکا است که در شهرستان وارن، میسیسیپی واقع شده‌است. رز هیل ۱۰۰٫۸۹ متر بالاتر از سطح دریا واقع شده‌است.